# Аттична метрета
Аттична метрета (грецькою: μετρητής) — давньогрецька міра об'єму рідини, яка дорівнювала 39,3 л.
Метретою називали також посудину вказаного об'єму.